# Премія Кабінету Міністрів України за розроблення і впровадження інноваційних технологій
Премія Кабінету Міністрів України за розроблення і впровадження інноваційних технологій — премія, яку присуджують щороку за особливі досягнення у розробленні та впровадженні інноваційних технологій у виробництво та виведення на ринок вітчизняної інноваційної продукції. Заснована 2012 року.
Кабінет Міністрів України присуджує щороку до Дня науки п'ять Премій.
Розмір Премії визначається щороку Кабінетом Міністрів України. У 2014 розмір премії становить 180 тис. гривень кожна.